# Landkreis Güstrow
Der Landkreis Güstrow war ein Landkreis in Mecklenburg-Vorpommern, der im Zuge der Kreisgebietsreform 2011 mit dem Landkreis Bad Doberan zum Landkreis Rostock zusammengelegt wurde.

## Geografie
Der Landkreis Güstrow lag in der Mitte des Bundeslandes Mecklenburg-Vorpommern. Nachbarkreise waren im Norden der Landkreis Bad Doberan, im Nordosten der Landkreis Nordvorpommern, im Osten der Landkreis Demmin, im Süden der Landkreis Müritz, im Südwesten der Landkreis Parchim und im Westen der Landkreis Nordwestmecklenburg. Von 1939 bis 1952 existierte bereits ein Landkreis gleichen Namens, jedoch mit anderer flächenmäßiger Ausdehnung.
Der Landkreis Güstrow liegt zwischen der Hansestadt Rostock im Norden und der Mecklenburgischen Seenplatte im Süden. Im Nordwesten fließt die Warnow durch das Kreisgebiet, im Südosten entspringt die Peene.

## Geschichte

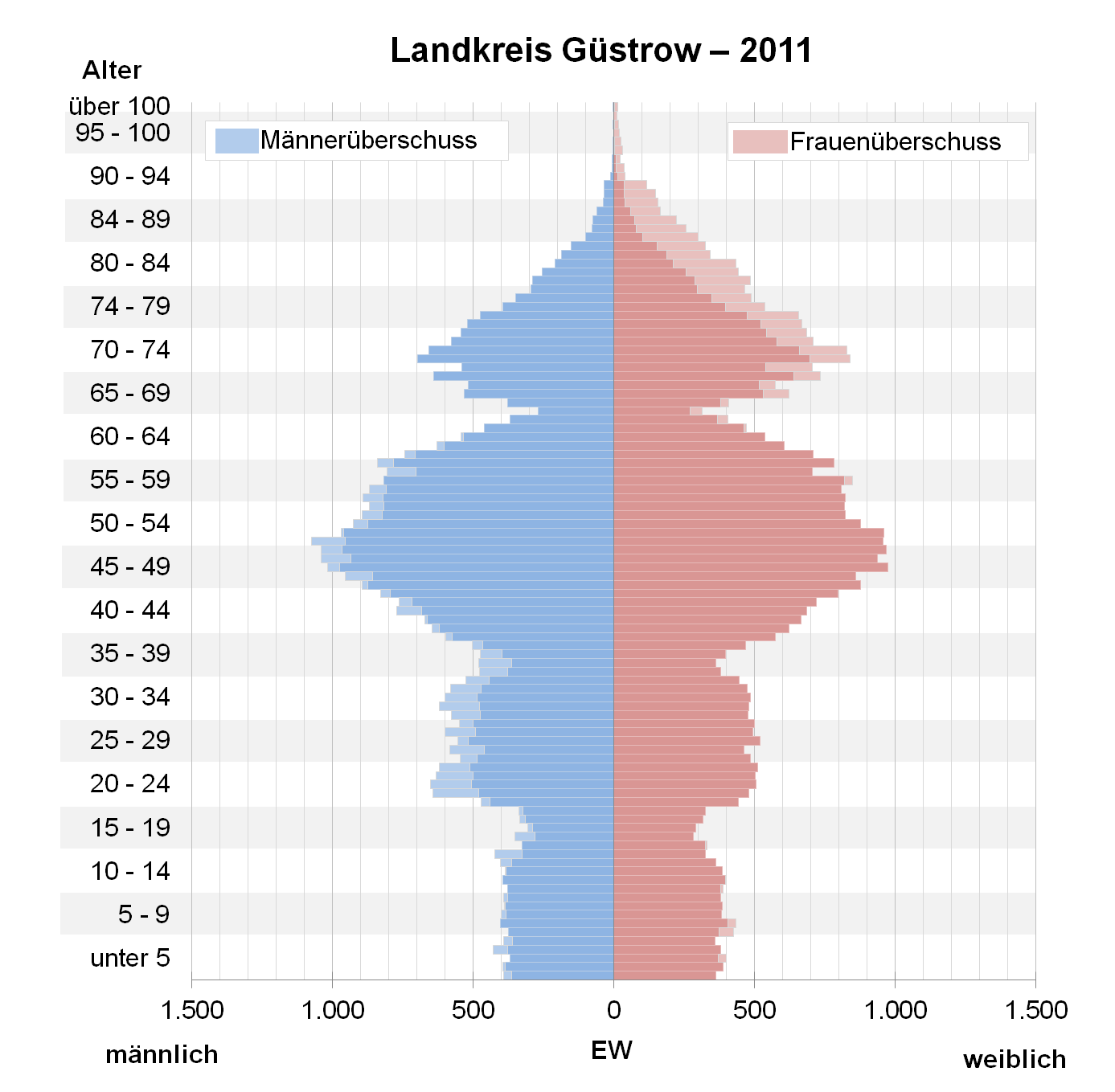
Bevölkerungspyramide für den Kreis Güstrow (Datenquelle: Zensus 2011)

1925 wurde in Mecklenburg-Schwerin aus den Ämtern Bützow und Güstrow-Rossewitz das Amt Güstrow gebildet. 1933 wurde aus dem Amt Güstrow der Kreis Güstrow. Die Stadt Güstrow blieb kreisfrei. Nachdem Mecklenburg-Schwerin mit Mecklenburg-Strelitz 1934 zu einem Land Mecklenburg vereinigt worden war, wurde 1939 die Bezeichnung des Kreises in Landkreis Güstrow geändert. Zum Landkreis Güstrow gehörten 1939 204 Gemeinden mit 56.314 Einwohnern.
Nach dem Zweiten Weltkrieg gehörte der Landkreis zum Land Mecklenburg-Vorpommern in der Sowjetischen Besatzungszone. Der Name des Landes wurde 1947 in Mecklenburg geändert. Seit 1949 gehörte es zur DDR. 1950 verlor die Stadt Güstrow ihre Kreisfreiheit und wurde in den Landkreis eingegliedert.
Der alte Landkreis Güstrow wurde am 25. Juli 1952 im Rahmen der Auflösung der Länder in drei neue Kreise geteilt. Den Kern bildete der um über die Hälfte seiner ursprünglichen Fläche geschrumpfte Kreis Güstrow, im Westen entstand der Kreis Bützow und im Osten der Kreis Teterow. Die Kreise Güstrow und Bützow kamen zum Bezirk Schwerin und der Kreis Teterow zum Bezirk Neubrandenburg.
Die Gebietsreform 1994 führte die drei Kreise Bützow, Güstrow und Teterow wieder zu einem gemeinsamen Landkreis Güstrow zusammen – bis auf das Gebiet des Amtes Schwaan, das zum neuen Landkreis Bad Doberan kam. Mit der Kreisgebietsreform Mecklenburg-Vorpommern 2011 wurde der Landkreis Güstrow mit dem Landkreis Bad Doberan zum neuen Landkreis Rostock vereinigt. Der Kreisverwaltungssitz wurde Güstrow.

## Politik

### Landrat
Landrat des Landkreises Güstrow war der SPD-Politiker Lutz da Cunha.

### Kreistag
Der Kreistag des Landkreises Güstrow bestand aus 53 Abgeordneten. Nach der Wahl vom 7. Juni 2009 setzte er sich wie folgt zusammen:
| Fraktion / Gruppe                                      | Sitze |
| ------------------------------------------------------ | ----- |
| CDU                                                    | 18    |
| SPD                                                    | 11    |
| Die Linke                                              | 10    |
| Freie Wähler, Freie Wählergemeinschaft, Einzelbewerber | 5     |
| FDP                                                    | 4     |
| Bündnis 90/Die Grünen*                                 | 2     |
| NPD*                                                   | 2     |
| AUF*                                                   | 1     |
| * keine Fraktion, da Mindeststärke (4) nicht erreicht  |       |

Der Landkreis (Wahlkreisnummer 53) besteht aus 134 Wahlbezirken mit 86.690 Wahlberechtigten. Zur Wahl gingen 37.690, die 3.758 ungültige und 106.408 gültige Stimmen abgaben. Dies entspricht einer Wahlbeteiligung von rund 43,5 % (alle Daten aus 2009).
Näheres zum Wahlverfahren und zu rechtlichen Bestimmungen: Kreistag (Mecklenburg-Vorpommern)

### Wappen
Das Wappen wurde am 16. August 1996 durch das Innenministerium genehmigt und unter der Nr. 110 der Wappenrolle von Mecklenburg-Vorpommern registriert.
Blasonierung: „Geteilt; oben in Gold ein hersehender schwarzer Stierkopf mit geschlossenem Maul, aufgeschlagener roter Zunge und silbernen Hörnern, auf der Stirn eine goldene Fürstenkrone, von der fünf abwechselnd mit Blattornamenten und Perlen besteckte Zinken sichtbar sind, beseitet von je einem roten Stern; unten in von Rot und Gold geteiltem Feld zwei schräggekreuzte Bischofsstäbe in verwechselten Farben.“
Das Wappen wurde von dem Parumer Dr. Dietrich Bräutigam gestaltet.

## Verkehr
Durch den Landkreis Güstrow verläuft die Autobahn 19 von Rostock in Richtung Berlin sowie die Bundesstraßen 103, 104 und 108. Ca. 20 km nördlich von Güstrow liegt der Flughafen Rostock-Laage. Von dort aus starten Linienflüge nach München, Köln und Nürnberg sowie Charterflüge (Spanien/Balearen, Marokko, Türkei, Ägypten u. a.).

## Städte und Gemeinden
(Alle Einwohnerzahlen vom 31. Dezember 2010)
Amtsfreie Gemeinden
1. Güstrow, Stadt* (30.018)
2. Teterow, Stadt* (8893)

Ämter mit amtsangehörigen Gemeinden/Städten
* Sitz der Amtsverwaltung
| - 1. Amt Bützow-Land (16.683) 1. Baumgarten (905) 2. Bernitt (1730) 3. Bützow, Stadt* (7681) 4. Dreetz (223) 5. Jürgenshagen (1121) 6. Klein Belitz (864) 7. Penzin (146) 8. Rühn (674) 9. Steinhagen (778) 10. Tarnow (1154) 11. Warnow (975) 12. Zepelin (432) - 2. Amt Gnoien (6274) 1. Altkalen (856) 2. Behren-Lübchin (1025) 3. Boddin (348) 4. Finkenthal (314) 5. Gnoien, Stadt* (3029) 6. Lühburg (242) 7. Walkendorf (460) 8. Wasdow (392) | - 3. Amt Güstrow-Land (9714) (Sitz: Güstrow) 1. Glasewitz (439) 2. Groß Schwiesow (289) 3. Gülzow-Prüzen (1604) 4. Gutow (974) 5. Klein Upahl (272) 6. Kuhs (332) 7. Lohmen (732) 8. Lüssow (913) 9. Mistorf (650) 10. Mühl Rosin (1084) 11. Plaaz (785) 12. Reimershagen (477) 13. Sarmstorf (525) 14. Zehna (638) - 4. Amt Krakow am See (9306) 1. Dobbin-Linstow (550) 2. Hoppenrade (771) 3. Krakow am See, Stadt* (3294) 4. Kuchelmiß (870) 5. Lalendorf (3205) 6. Langhagen (616) | - 5. Amt Laage (9138) 1. Diekhof (937) 2. Dolgen am See (692) 3. Hohen Sprenz (511) 4. Laage, Stadt* (5591) 5. Wardow (1407) - 6. Amt Mecklenburgische Schweiz (8966) (Sitz: Teterow) 1. Alt Sührkow (425) 2. Dahmen (544) 3. Dalkendorf (292) 4. Groß Roge (667) 5. Groß Wokern (1080) 6. Groß Wüstenfelde (935) 7. Hohen Demzin (443) 8. Jördenstorf (892) 9. Lelkendorf (530) 10. Prebberede (788) 11. Schorssow (506) 12. Schwasdorf (627) 13. Sukow-Levitzow (462) 14. Thürkow (419) 15. Warnkenhagen (356) |

## Gebietsänderungen
In den Jahren seit 1994 fanden im Gebiet des Landkreises Güstrow wie im gesamten Bundesland Mecklenburg-Vorpommern umfangreiche Gebietsänderungen statt.
Aus den ursprünglich 9 Ämtern wurden nach Abschluss der Gebietsreform am 1. Januar 2005 sechs Ämter. Die Städte Bützow und Laage verloren ihre Amtsfreiheit. Die Anzahl der Gemeinden verringerte sich von 98 auf 62.

### Ämterauflösungen, Ämterfusionen
- Fusion der Ämter Jördenstorf und Teterow-Land zum neuen Amt Mecklenburgische Schweiz (1. Juni 2004)
- Auflösung des Amtes Lalendorf – Eingliederung in das Amt Krakow am See (1. Juli 2004)
- Fusion der Stadt Laage mit dem Amt Laage-Land zum neuen Amt Laage (1. August 2004)
- Fusion der Stadt Bützow mit dem Amt Bützow-Land (1. Januar 2005)
- Auflösung des Amtes Steintanz-Warnowtal – Eingliederung der Gemeinden Baumgarten, Dreetz, Tarnow und Warnow in das Amt Bützow-Land sowie der Gemeinde Gülzow-Prüzen in das Amt Güstrow-Land (1. Januar 2005)

### Eingemeindungen, Gemeindeneubildungen
- Auflösung der Gemeinde Gnemern – Eingemeindung nach Klein Sien (1. Oktober 1991)
- Auflösung der Gemeinde Gerdshagen – Eingemeindung nach Lohmen sowie Bildung der Gemeinde Klein Upahl aus dem gleichnamigen Gerdshagener Ortsteil (1. Oktober 1991)
- Ausgliederung des Remliner Ortsteils Granzow nach Altkalen (6. Oktober 1992)
- Auflösung der Gemeinde Viezen – Eingemeindung nach Bernitt (1. Juli 1995)
- Auflösung der Gemeinden Lübzin und Rosenow – Neubildung der Gemeinde Lübzin-Rosenow (1. Juni 1998)
- Auflösung der Gemeinde Kleverhof – Eingemeindung nach Altkalen (1. Januar 1999)
- Auflösung der Gemeinden Katelbogen und Qualitz – Eingemeindung nach Baumgarten (1. Januar 1999)
- Auflösung der Gemeinde Parkow – Eingemeindung nach Bützow (1. Januar 1999)
- Auflösung der Gemeinde Boitin – Eingemeindung nach Tarnow (13. Juni 1999)
- Auflösung der Gemeinde Groß Nieköhr – Eingemeindung nach Behren-Lübchin (31. Dezember 1999)
- Auflösung der Gemeinden Sabel und Striesdorf – Neubildung der Gemeinde Dolgen am See (31. Dezember 1999)
- Auflösung der Gemeinden Göllin, Kurzen Trechow, Moisall und Schlemmin – Eingemeindung nach Bernitt (1. Januar 2000)
- Auflösung der Gemeinde Klein Sien – Eingemeindung nach Jürgenshagen (1. Januar 2000)
- Auflösung der Gemeinde Zernin – Eingemeindung nach Tarnow (1. Januar 2000)
- Auflösung der Gemeinde Lübzin-Rosenow – Eingemeindung nach Warnow (1. Januar 2000)
- Auflösung der Gemeinden Dobbin und Linstow – Neubildung der Gemeinde Dobbin-Linstow (1. Januar 2000)
- Auflösung der Gemeinde Oettelin – Eingemeindung nach Zepelin (1. Juli 2001)
- Auflösung der Gemeinden Vietgest und Mamerow – Eingemeindung nach Lalendorf (1. Juli 2001)
- Auflösung der Gemeinde Charlottenthal – Eingemeindung nach Krakow am See (1. Januar 2002)
- Auflösung der Gemeinde Groß Ridsenow – Eingemeindung nach Wardow (1. Januar 2002)
- Auflösung der Gemeinde Pölitz – Eingemeindung nach Diekhof (1. Januar 2004)
- Auflösung der Gemeinde Wattmannshagen – Eingemeindung nach Lalendorf (1. Januar 2004)
- Auflösung der Gemeinde Alt Kätwin – Eingemeindung nach Wardow (1. Januar 2004)
- Auflösung der Gemeinde Matgendorf – Eingemeindung nach Groß Wüstenfelde (13. Juni 2004)
- Auflösung der Gemeinde Bülow (bei Güstrow) – Eingemeindung nach Gutow (13. Juni 2004)
- Auflösung der Gemeinde Liessow – Eingemeindung nach Laage (13. Juni 2004)
- Auflösung der Gemeinden Gülzow und Prüzen – Neubildung der Gemeinde Gülzow-Prüzen (13. Juni 2004)
- Auflösung der Gemeinden Bristow und Bülow (bei Malchin) – Neubildung der Gemeinde Schorssow (13. Juni 2004)
- Auflösung der Gemeinden Poggelow und Remlin – Neubildung der Gemeinde Schwasdorf (13. Juni 2004)
- Auflösung der Gemeinden Levitzow und Sukow-Marienhof – Neubildung der Gemeinde Sukow-Levitzow (13. Juni 2004)
- Auflösung der Gemeinde Neu Heinde – Eingemeindung nach Prebberede (13. Juni 2004)
- Auflösung der Gemeinde Bellin – Eingemeindung nach Krakow am See (1. Januar 2005)
- Auflösung der Gemeinde Recknitz – Eingemeindung nach Plaaz (1. Januar 2005)
- Auflösung der Gemeinde Neuendorf – Eingemeindung nach Steinhagen (1. Januar 2005)
- Auflösung der Gemeinde Weitendorf – Eingemeindung nach Laage (1. Juli 2006)

### Namensänderungen
- von Gemeinde Bölkow zu Gemeinde Mühl Rosin (25. April 1991)

## Kfz-Kennzeichen
Anfang 1991 erhielt der Landkreis das Unterscheidungszeichen GÜ. Es wurde bis zum 31. Januar 2012 ausgegeben. Seit dem 18. März 2013 ist es aufgrund der Kennzeichenliberalisierung im Landkreis Rostock erhältlich.